# Geribbelde trechterzwam
De geribbelde trechterzwam (Clitocybe costata) is een schimmel die behoort tot het geslacht Clitocybe. Hij groeit op voedselrijke, meest kalkhoudende bodem op strooisel in loof- en naaldbossen en langs lanen. Hij leeft saprotroof, tussen bladeren, meestal van Fagus op matig voedselrijke leem, klei of zand. Vruchtlichamen komen voor van  juni tot november.

## Kenmerken

### Uiterlijke kenmerken
Hoed
De hoed heeft een diameter van 3 tot 10 cm. De hoedkleur is roodbruin. De vorm is bij jonge exemplaren vlak met slechts een licht hol midden, maar vormt het snel een trechtervormige uitsparing, meestal zonder bult. Het is slechts zwak hygrofaan. De hoedhuid is viltig. De hoedrand is gekartelde en onregelmatig gevouwen.
Lamellen
De lamellen zijn vieswit, crème tot leerachtig, gedeeltelijk gevorkt.
Steel
De steel heeft een lengte van 3 tot 5 cm en een dikte van 4 tot 8 mm. De vorm is cilindrisch. De steel is vol bij jonge vruchtlichamen en van binnen gewatteerd bij oudere exemplaren. Aan de steelvoet bevindt zich een wit, viltig mycelium.
Geur
Het vlees is dun, wit en ruikt een beetje naar kruiden of bittere amandelen.

### Microscopische kenmerken
De sporen zijn elliptisch, glad, inamyloïde en meten 6-8 × 3-5 µm in diameter.

## Verspreiding
De geribbelde trechterzwam komt voor in sommige Europese landen evenals Marokko en de Canarische Eilanden. Deze soort komt vooral veel voor in bergbossen onder sparren. In Nederland komt de zwam algemeen voor en is hij niet bedreigd.